# Антоний (Голынский)
Антоний (в миру Тихон Иванович Голынский; 9 марта 1889, село Семёновка, Карачевский уезд, Орловская губерния — 13 апреля 1976, Буча, Киевская область) — архиепископ (?), деятель Катакомбной церкви в России.

## Биография
По неподтверждённой информации, родился в баптистской семье. Согласно легенде, родился на отдание праздника Успения Пресвятой Богородицы, в святом граде Иерусалиме, куда его мать будучи им беременной, совершила паломничество. Сын псаломщика Орловской епархии. Окончил реальное училище в Брянске. Возможно, что в юности был послушником в православном монастыре (сохранилась его фотография в подряснике). Работал сельским учителем.
Участник Первой мировой войны, Георгиевский кавалер. Был произведён в офицеры, штабс-капитан.
Вступил в Партию социалистов-революционеров (ПСР), после отделения от неё левого крыла присоединился к Партии левых социалистов революционеров (ПЛСР). Осенью 1917 года руководил крестьянским съездом 5-й армии Северного фронта, был делегатом Чрезвычайного Всероссийского съезда крестьянских депутатов, на котором был избран в президиум и активно поддерживал левоэсеровскую позицию. Являлся членом ВЦИК, участвовал в работе его крестьянской секции. Публиковал статьи революционного содержания в издании «Голос трудового крестьянства».
Затем отошёл от политики, по некоторым данным, присоединился к баптистам (или вернулся к ним), участвовал в публичных диспутах между защитниками религии и атеистами. В 1922 году, по этим же данным, перешёл в православие.

### Священник
В 1922 году женился, в 1923 был рукоположён во иерея. До 1935 года служил в храме села Фошня Жуковского района Брянской области. В 1923 у него родилась дочь Ольга, в 1925 — сын Алексей, в 1929 — дочь Мария. В 1934 его жена скончалась от туберкулёза.
В 1935 был пострижен в монашество с именем Антоний оптинским старцем архимандритом Исаакием (Бобраковым). В том же году иеромонах Антоний был арестован и выслан в Архангельскую губернию, где жил в городе Пинеге. В 1938 был арестован в ссылке и отправлен в лагерь. В 1943 году освобождён по инвалидности, до 1946 вновь находился в ссылке.
Существуют и другие варианты биографии Антония (Голынского) — согласно одному из них, он был хиротонисан во епископа в 1923. Однако они значительно менее достоверны (так, сохранилась его фотография, относящаяся к 1930-м годам, в монашеском одеянии и со священническим крестом, а не архиерейской панагией).

### Катакомбный архиерей
По собственным словам, в ссылке в 1936 или 1937 был тайно хиротонисан во епископа православными архиереями. Сам Антоний (Голынский) называл этими архиереями владык Вассиана (Пятницкого), Ювеналия (Машковского) и Агафангела (Садковского). Был возведён в сан архиепископа (неясно, когда и кем). Вопрос о его архиерействе остаётся спорным.
В 1946 году вернулся в Брянск, имел документы на имя Ивана Ильича Михайловского — в связи с этим во многих источниках он фигурирует как Антоний (Голынский-Михайловский). С 1947 жил в городе Балашове Саратовской области, где возглавлял тайную православную общину. В 1950 году был вновь арестован. По некоторым данным (исходящим от негативно относившегося к Антонию (Голынскому) источника) на следствии заявил, что был лишь иеромонахом, но выдавал себя за архиерея. По другим данным, ввёл следствие в заблуждение.

Был приговорён к 25 годам лишения свободы, срок заключения отбывал в Потьминских лагерях Мордовии. Не любил вспоминать о тюремных и лагерных годах, но некоторая информация об этом периоде его жизни всё же сохранилась. Его келейница, схиигуменья Антония (Сухих) со слов самого Антония (Голынского) сообщила некоторые подробности его пребывания в заключении: 

Необыкновенная работа у владыки над собой была, необыкновенная вера в Бога, Иисусова молитва непрерывная. В лагерях более сильные физически умирали. А он был сердечник, но молитвой держался и даже, как рассказывал, вылечил Иисусовой молитвой сердце. Он своих мучителей в лагерях никогда не осуждал, говорил, что без воли Божией ничего не бывает. В лагерях, в тюрьмах он всегда молился по ночам. В камере какой только грех не творили. Он в уголочек встанет и молится всю ночь.

### Последние годы жизни
В 1956 году досрочно освобождён, жил в Верхне-Хостинском чаесовхозе в 20 км от Сочи. Затем жил в Донбассе, в посёлке Ирпень под Киевом, с 1966 года — в посёлке Буче. Почти каждый день тайно служил литургию. К нему часто приезжали духовные чада из Воркуты, Новосибирска, Москвы, с Дальнего Востока и других регионов. Посещали его и клирики Русской православной церкви — в частности, получивший позднее известность как старец игумен Кирилл (Павлов). Сам Антоний выезжал в различные районы страны (Краснодарский край, Белоруссию), где на его тайные богослужения иногда собирались по 40-50 человек. Составил для свои духовных чад рукопись «О молитве Иисусовой и божественной благодати», позднее дважды изданную.
Пользовался почитанием у своей паствы. Иеромонах Сергий (Акинтиков) вспоминал, что владыка Антоний «был само смирение и кротость. Он никогда никого не обличал, не унижал. Обо всём говорил прикровенно. У него было такое смирение, такая кротость, что иногда трудно было его понять: то ли серьёзно говорит, то ли нет. Однажды сидели за чаем, беседовали. Владыка предсказал всю мою жизнь, но говорил как бы не обо мне, а о другом человеке. Он рассказал всё, что со мной будет, какие я буду иметь преткновения, искушения. И всё, что он говорил, всё осуществилось в моей жизни. Говорил он мне всё это как бы нехотя, как бы стесняясь своего пророчества».
По утверждению части его духовных чад, принадлежащих к Русской православной церкви, будучи «катакомбником», он лояльно относился к Московскому патриархату, в 1971 году благословил сына своих духовных чад поступить в Московскую духовную семинарию. По утверждениям другой части его паствы, принадлежащей к т. н. истинно-православным юрисдикциям, епископ Антоний запрещал посещать храмы Московской патриархии. В одном из писем, приписываемых ему, в частности, написано: «Только внешне ныне существующая церковь есть как бы Церковь Христова, но внутренно, тайно в ней восседает противник Христов». Его перу приписываются также «Письма катакомбного Епископа А. к Ф. М.».
После его смерти 14 иереев и иеромонахов, находившихся под его омофором, были приняты в духовное общение с Русской православной церковью за границей, другая часть — осталась на самоуправляемом положении. Никто из священников, рукоположённых епископом Антонием, впоследствии не перешёл в юрисдикцию Московского патриархата. Однако некоторые его духовные чада к 1990-м годам стали клириками и монашествующими Московского патриархата.

## Труды
- Путь умного делания : О молитве Иисусовой и божеств. благодати / Архиеп. Антоний (Голынский-Михайловский). — Красногорск : Усп. храм, 1999. — 79 с.
- Подвиг в миру : Святые отцы и подвижники благочестия о молитве и трезвении : келейные записки архиеп. Антония (Голынского-Михайловского) / авт.-сост. Николай Новиков. — Москва : Отчий дом, 2006. — 415 с. — (Серия «Путь умного делания»). — ISBN 5-87301-160-5
- О молитве Иисусовой: аскетический трактат : составлен на основе келейных записей священника Антония Голынского / авт.-сост. : Николай Новиков. — Москва : Отчий дом, 2011. — 233 с. — (Путь умного делания). — ISBN 5-85280-221-2
  - О молитве Иисусовой: аскетический трактат : составлен на основе келейных записей священника Антония Голынского / автор-составитель Николай Новиков. — Изд. 2-е. — Москва : Изд. проект «Путь умного делания», 2016. — 228 с. — (Авторская книжная серия. Путь умного делания). — ISBN 978-5-9906640-5-0 — 10000 экз.
  - О молитве Иисусовой : аскетический трактат : составлен на основе келейных записей священника Антония Голынского / автор-составитель Н. Новиков. — Изд. 3-е. — Москва : Путь умного делания, 2022. — 228 с. — (Путь умного делания : авторская книжная серия). — ISBN 978-5-907554-29-0 — 3000 экз.